# USS LST-820
O USS LST-820 foi um navio de guerra norte-americano da classe LST que operou durante a Segunda Guerra Mundial.